# Google Pingvin
A Google Pingvin (angolul Penguin) a Google rangsoroló algoritmusa egyik frissítésének kódneve, amelyet 2012. április 24-én jelentettek be. A frissítés célja, hogy azok a weboldalak, amelyek úgynevezett black-hat SEO technikák alkalmazásával, az oldalra mutató hivatkozások számának növelésével mesterségesen próbálják befolyásolni helyezésüket a Google találati oldalain, ezzel megsértve a Google Webmesteri Irányelveit, rosszabb helyezést kapjanak. John Mueller, a Google elemzője szerint a keresővállalat a Pingvin szűrőt érintő minden frissítést nyilvánosságra hozott.

## Hatása a keresési eredményekre
A Google becslései szerint  a Pingvin frissítés nagyjából az angol nyelven futtatott keresések 3,1 százalékát érinti. Német, kínai és arab nyelven 3 százalékra becsülik az érintett oldalak arányát, más, "komolyabban spammelt" nyelvek esetében pedig ennél magasabbra teszik az arányt. 2012. május 25-én a Google egy újabb Pingvin-frissítést jelentett be, a Pingvin 1.1-et. Ez a Frissítés Matt Cutts szerint az angol nyelven futtatott keresések kevesebb mint 0,1 százalékát érintette. A frissítés célja az volt, hogy büntessék azokat a weboldalakat, amelyek manipuláció segítségével akarnak a találati listákon jobb helyezést elérni. A Google konkrét célja a spammerek tevékenysége elleni fellépés volt. A vállalat kijelentette többek között, hogy azok az úgynevezett doorway belépő oldalak, amelyek célja kifejezetten az, hogy a keresőkből forgalmat vonzzanak az oldalra, webmesteri irányelveiknek nem felelnek meg.
2012 januárjában jelentették be a Page Layout algoritmus-frissítést, amely a túl sok reklámot, illetve túlságosan kevés valódi tartalmat tartalmazó oldalakat célozta.
A Pingvin 3 jelű frissítést 2012. október 5-én adták ki, ez a keresések 0,3 százalékát érintette . A Pingvin 4 (más néven Pingvin 2.0) 2013. október 4-én került publikálásra, és körülbelül a keresések 1 százalékát érintette.
A Pingvin 3.0 frissítést a Google 2014. október 17-én kezdte el bevezetni, a nyilvánosságot erről csak később értesítették . Ez a frissítés a keresési találatok kevesebb mint 1 százalékát érintette.
A Pingvinnek, ahogyan a Panda és Page Layout frissítéseknek is, elsősorban az a közös célja, hogy a Google találati listáinak élén minőségibb weboldalak szerepeljenek.

## Pingvin visszajelző űrlap
Két nappal a Pingvin-frissítést követően a Google elérhetővé tett egy űrlapot, melyet a felhasználók két típusának szántak. Egyrészt azoknak, akik webspamet akarnak bejelenteni, amely a frissítés ellenére még mindig jó helyezést ér el a találati listán, másrészt pedig azoknak, akik úgy gondolják, hogy weboldalukat igazságtalanul sorolták hátrébb. A Google egy felülvizsgálati űrlapot is elérhetővé tett Webmester Eszközeiben.

## Megerősített Pingvin-frissítések
Pingvin 1, 2012. április 24. (a keresések körülbelül 3,1 százalékát érintette)
Pingvin 2, 2012. május 26. (a keresések kevesebb mint 0,1 százalékát érintette)
Pingvin 3, 2012. október 5. (a keresések körülbelül 0,3 százalékát érintette)
Pingvin 4 (más néven Pingvin 2.0), 2013. május 22. (a keresések 2,3 százalékát érintette)
Pingvin 5 (más néven Pingvin 2.1), 2013. október 4. (a keresések körülbelül 1 százalékát érintette)
Pingvin 6 (más néven Pingvin 3.0), 2014. október 17-én (az angol nyelvű keresések kevesebb mint 1 százalékát érintette). 2014. december 1-jén a Google megerősítette, hogy a frissítés bevezetése még folyamatban van a webmesterek visszajelzéseire válaszul, akik a keresési találatokban komoly változásokat észleltek.

## Fordítás
Ez a szócikk részben vagy egészben  a   Google Penguin című angol Wikipédia-szócikk ezen változatának fordításán alapul.  Az eredeti cikk szerkesztőit annak laptörténete sorolja fel. Ez a jelzés csupán a megfogalmazás eredetét és a szerzői jogokat jelzi, nem szolgál a cikkben szereplő információk forrásmegjelöléseként.